# Амел (Север)
Амел (фр. Hamel) насеље је и општина у североисточној Француској у региону Север-Па д Кале, у департману Север која припада префектури Дуе.
По подацима из 2011. године у општини је живело 781 становника, а густина насељености је износила 217,55 становника/km². Општина се простире на површини од 3,59 km². Налази се на средњој надморској висини од 129 метара (максималној 67 m, а минималној 36 m).

## Демографија
| 1962. | 1968. | 1975. | 1982. | 1990. | 1999. | 2011. |
| ----- | ----- | ----- | ----- | ----- | ----- | ----- |
| 361   | 410   | 430   | 577   | 669   | 738   | 781   |